# 2013年贺江水污染事件
2013年7月1日，广西壮族自治区贺州市贺江部分河段网箱养鱼出现少量死鱼现象，7月6日凌晨4时左右，广西壮族自治区环保厅对贺州市送来的水样检测结果发现，其中贺州市（贺江上游）与广东省（贺江下游）交界断面扶隆监测点水质镉超标1.9倍，铊超标2.14倍。

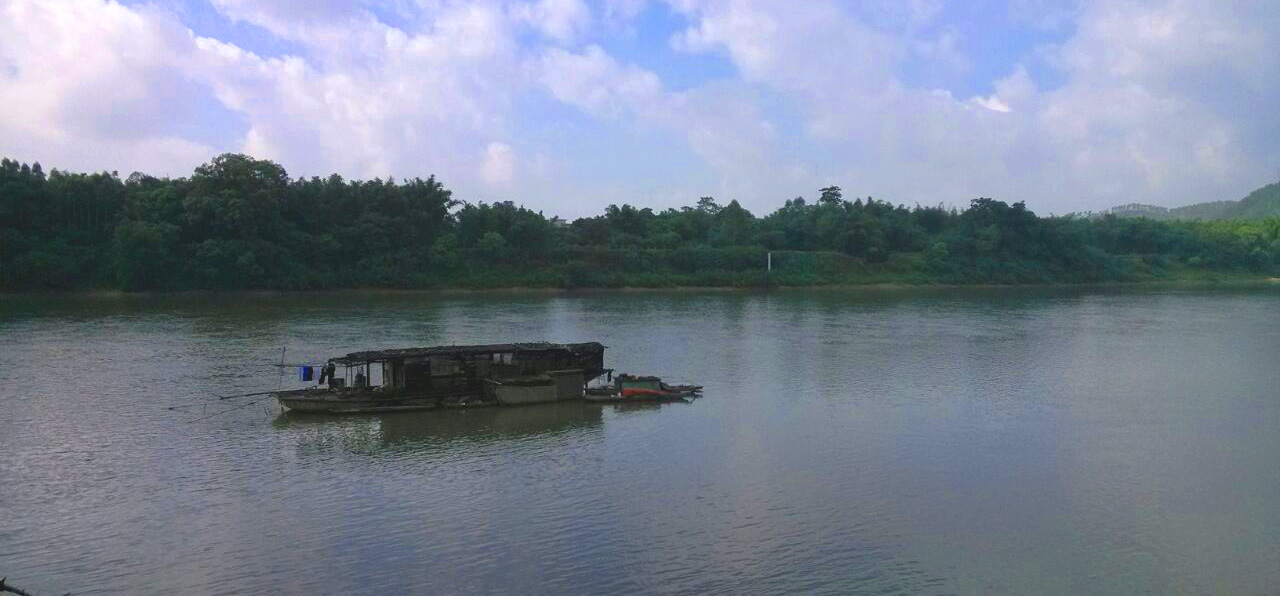
贺江信都镇河段

## 事件
7月1日，贺州市贺江部分河段网箱养鱼出现少量死鱼现象，7月5日，贺江合面狮水库段水面出现大面积死鱼现象，贺州市环保部门对水质进行两次检测，均称未发现水质异常。但由于死鱼较多，贺州市遂向广西壮族自治区环保厅汇报，自治区环保厅派出专家组于7月6日凌晨2时抵达贺州市，并于当夜对水质进行检测。凌晨4时左右，专家组通报检测初步结果，贺州市（贺江上游）与广东省（贺江下游）交界断面扶隆监测点发现镉超标1.9倍，铊超标2.14倍。合面狮水库则被检测出镉的浓度最高超标5.6倍。被污染河段约110公里，从贺江马尾河段河口到广东省封开县，不同断面污染物浓度从1倍到5．6倍不等。检测结果出来后，贺州市便向自治区及有关部门报告，同时通知贺江下游市县，并通过网络和电视等媒体告知市民。截至7月8日，尚未接到人员伤亡及中毒报告。
7月8日12时，贺州市环保局称，贺州市合面狮水库镉浓度为每升25.0微克，超标4.0倍；铊浓度为每升0.23微克，超标1.3倍。扶隆码头镉浓度为每升6.0微克，超标0.2倍；铊浓度为每升0.24微克，超标1.4倍。监测结果表明，沿程镉、铊污染物浓度与7月6日相比有较大幅度下降。

## 官方态度

### 广西壮族自治区
事件发生后，广西壮族自治区启动自治区突发环境事件Ⅱ级响应，并成立自治区处置工作指挥部展开调查处理。7月7日，贺州市召开新闻发布会，介绍贺江合面狮段水污染事件处置情况及采取的7项处理措施。7月8日下午，广西贺州市贺江水污染事件指挥部第二次召开新闻发布会介绍贺江水体污染及处理情况。7月9日晚，贺州市市长白希发出公开道歉书，就贺江污染事件向全体市民等道歉。并称将反省工作中失误，采取措施严格封堵工作中的漏洞，绝不让类似事件再次发生。

### 广东省
7月6日，广东省封开县政府向贺江、西江沿线下游群众和自来水厂发紧急通知，停止饮用贺江受污染水源、不要食用贺江鱼类等水产品。
7月6日，肇庆市、封开县两级政府启动应急预案，成立水质监测、饮用水保障、卫生医疗、社会维稳、新闻发布等多个工作组开展紧急处理。并从贺州市南丰交界断面至西江德庆水厂吸水口设定了11个监测断面，每小时采样一次并监测。

## 事件处理
7月6日20时，贺州市共检查并断电沿河具污染源的112家企业，对50家可疑企业进行取样，并基本确定污染源为贺江马尾河段沿岸企业。7月8日上午，广西贺州市委宣传部透露，贺江合面狮段水污染事件污染源已于7月7日23：00被锁定，肇事企业负责人也已被公安机关控制。7月8日下午，广西贺州市政府召开第二次新闻发布会称，7月7日，贺州市公安局将贺州市平桂管理区黄田镇清面村的汇威选矿厂锁定为此次事件的主要污染源。因此事件，该生产企业及其责任人龚某涉嫌污染环境罪，公安机关开展立案侦查，犯罪嫌疑人被刑事拘留，企业厂房及生产设备也已被查封。
中共贺州市委7月9日作出决定，对此次贺州市贺江合面狮段水污染事件负有隐患排查不到位、监管不力的官员予以停职处理，包括平桂管理区管委会副主任周声宁、贺州市环保局环境监察支队支队长黄强)、平桂管理区黄田镇党委书记杨辉考、贺州市环保局平桂分局局长莫思坚、贺州市国土资源局平桂分局执法监察大队大队长莫鼎铭等5人。

## 影响
7月6日，贺江广东省肇庆市封开县南丰段出现鱼类死亡现象。

## 毒性简介

### 铊中毒
铊中毒是经呼吸道、皮肤和消化道吸收铊引起的以神经系统损害为主要表现的全身性疾病。铊中毒分为急性和慢性中毒。急性铊中毒中典型的三联征胃肠炎、多发性神经病和脱发。慢性铊中毒临床表现主要特点是周围神经病、视神经病、视网膜病及脱发。少数可出现中毒性脑病或中毒性精神病。一般认为铊对成人最小致死量约为12mg/kg，不足1克的剂量可能置成年人于死地。

### 镉中毒
镉中毒是指过量摄入重金属化学元素镉造成的中毒性疾病，可造成肾、骨骼、肺等多种器官病变。

## 类似事件
- 2012年广西龙江镉污染事件
- 湖南耒水鉈污染事件